# Elecciones provinciales de Argentina de 2003
Las elecciones provinciales de Argentina de 2003 tuvieron lugar de forma desdoblada en 14 fechas entre el 27 de abril y el 23 de noviembre, con el objetivo de renovar 22 gobernaciones y 23 legislaturas provinciales. La provincia de Santiago del Estero no renovó ninguna institución local.

## Cronograma
| Distrito                             | Fecha                    | Gobernador                 | Partido   | Partido                        | Alianza nacional | Alianza nacional          | Diputados | Senadores | Convencionales |
| ------------------------------------ | ------------------------ | -------------------------- | --------- | ------------------------------ | ---------------- | ------------------------- | --------- | --------- | -------------- |
| Buenos Aires (Ver detalle)           | 14 de septiembre de 2003 | Felipe Solá                |           | Partido Justicialista          |                  | FPV                       | 46        | 23        | No elige       |
| Ciudad de Buenos Aires (Ver detalle) | 24 de agosto de 2003     | 1ª vuelta                  | 1ª vuelta | 1ª vuelta                      | 1ª vuelta        | 1ª vuelta                 | 60        | No elige  | No elige       |
| Ciudad de Buenos Aires (Ver detalle) | 14 de septiembre de 2003 | Aníbal Ibarra R            |           | Fuerza Porteña                 |                  | FPV                       | No elige  | No elige  | No elige       |
| Catamarca (Ver detalle)              | 24 de agosto de 2003     | Eduardo Brizuela del Moral |           | Unión Cívica Radical           |                  | Sin alianza               | 20        | 8         | No elige       |
| Chaco (Ver detalle)                  | 14 de septiembre de 2003 | Roy Nikisch                |           | Unión Cívica Radical           |                  | Sin alianza               | 16        | No elige  | No elige       |
| Chubut (Ver detalle)                 | 9 de noviembre de 2003   | Mario Das Neves            |           | Partido Justicialista          |                  | FPV                       | 27        | No elige  | No elige       |
| Córdoba (Ver detalle)                | 8 de junio de 2003       | José Manuel de la Sota R   |           | Partido Justicialista          |                  | Sin alianza               | No elige  | No elige  | No elige       |
| Córdoba (Ver detalle)                | 5 de octubre de 2003     | No elige                   | 70        | No elige                       | No elige         |                           |           |           |                |
| Corrientes                           | 7 de octubre de 2003     | No elige                   | 13        | 4                              | No elige         |                           |           |           |                |
| Entre Ríos (Ver detalle)             | 23 de noviembre de 2003  | Jorge Busti                |           | Partido Justicialista          |                  | FPV                       | 28        | 17        | No elige       |
| Formosa (Ver detalle)                | 1 de junio de 2003       | No elige                   | No elige  | No elige                       | 30               |                           |           |           |                |
| Formosa (Ver detalle)                | 19 de octubre de 2003    | Gildo Insfrán R            |           | Partido Justicialista          |                  | FPV                       | 15        | No elige  | No elige       |
| Jujuy (Ver detalle)                  | 14 de septiembre de 2003 | Eduardo Fellner R          |           | Partido Justicialista          |                  | FPV                       | 24        | No elige  | No elige       |
| La Pampa (Ver detalle)               | 26 de octubre de 2003    | Carlos Verna               |           | Partido Justicialista          |                  | Sin alianza               | 26        | No elige  | No elige       |
| La Rioja (Ver detalle)               | 27 de abril de 2003      | Ángel Maza R               |           | Partido Justicialista          |                  | Frente por la Lealtad     | 9         | No elige  | No elige       |
| Mendoza (Ver detalle)                | 26 de octubre de 2003    | Julio Cobos                |           | Unión Cívica Radical           |                  | Sin alianza               | 24        | 19        | No elige       |
| Misiones (Ver detalle)               | 28 de septiembre de 2003 | Carlos Rovira R            |           | Partido de la Concordia Social |                  | FPV                       | 15        | No elige  | No elige       |
| Neuquén (Ver detalle)                | 28 de septiembre de 2003 | Jorge Sobisch R            |           | Movimiento Popular Neuquino    |                  | Sin alianza               | 35        | No elige  | No elige       |
| Río Negro (Ver detalle)              | 31 de agosto de 2003     | Miguel Saiz                |           | Unión Cívica Radical           |                  | Sin alianza               | 43        | No elige  | No elige       |
| Salta (Ver detalle)                  | 24 de agosto de 2003     | No elige                   | No elige  | No elige                       | 60               |                           |           |           |                |
| Salta (Ver detalle)                  | 16 de noviembre de 2003  | Juan Carlos Romero R       |           | Partido Justicialista          |                  | Frente por la Lealtad     | 30        | 11        | No elige       |
| San Juan (Ver detalle)               | 5 de octubre de 2003     | José Luis Gioja            |           | Partido Justicialista          |                  | FPV                       | 34        | No elige  | No elige       |
| San Luis (Ver detalle)               | 27 de abril de 2003      | Alberto Rodríguez Saá      |           | Partido Justicialista          |                  | Frente Movimiento Popular | 21        | 5         | No elige       |
| Santa Cruz (Ver detalle)             | 14 de septiembre de 2003 | Sergio Acevedo             |           | Partido Justicialista          |                  | FPV                       | 24        | No elige  | No elige       |
| Santa Fe (Ver detalle)               | 7 de septiembre de 2003  | Jorge Obeid                |           | Partido Justicialista          |                  | Sin alianza               | 50        | 19        | No elige       |
| Tierra del Fuego (Ver detalle)       | 15 de junio de 2003      | 1ª vuelta                  | 1ª vuelta | 1ª vuelta                      | 1ª vuelta        | 1ª vuelta                 | 15        | No elige  | No elige       |
| Tierra del Fuego (Ver detalle)       | 29 de junio de 2003      | Mario Jorge Colazo         |           | Unión Cívica Radical           |                  | Sin alianza               | No elige  | No elige  | No elige       |
| Tucumán (Ver detalle)                | 29 de junio de 2003      | José Alperovich            |           | Partido Justicialista          |                  | FPV                       | 40        | No elige  | No elige       |
| R: Reelecto                          |                          |                            |           |                                |                  |                           |           |           |                |

## Corrientes

### Cámara de Diputados
|  | 20,65 % |

|  | 14,42 % |

|  | 11,73 % |

|  | 2,15 % |

|  | 1,73 % |

|  | 1,12 % |

|  | 0,08 % |

|  | 51,89 % |

|  | 23,48 % |

|  | 8,42 % |

|  | 4,96 % |

|  | 2,61 % |

|  | 2,05 % |

|  | 1,44 % |

|  | 1,43 % |

|  | 1,19 % |

|  | 0,87 % |

|  | 0,16 % |

|  | 1,03 % |

|  | 0,98 % |

|  | 0,50 % |

|  | 0,02 % |

|  | 93,13 % |

|  | 5,02 % |

|  | 1,85 % |

### Cámara de Senadores
|  | 20,78 % |

|  | 14,32 % |

|  | 11,83 % |

|  | 2,16 % |

|  | 1,74 % |

|  | 1,13 % |

|  | 0,08 % |

|  | 52,03 % |

|  | 23,49 % |

|  | 8,24 % |

|  | 5,19 % |

|  | 2,57 % |

|  | 2,06 % |

|  | 1,43 % |

|  | 1,40 % |

|  | 1,20 % |

|  | 0,97 % |

|  | 0,74 % |

|  | 0,15 % |

|  | 0,89 % |

|  | 0,49 % |

|  | 0,02 % |

|  | 92,78 % |

|  | 5,24 % |

|  | 1,97 % |